# Fäktning vid olympiska sommarspelen 2020
Fäktning vid olympiska sommarspelen 2020 arrangerades mellan 24 juli och 1 augusti 2021 i Makuhari Messe i Tokyo i Japan. Sex tävlingar för damer och sex tävlingar för herrar i disciplinerna sabel, florett och värja fanns på programmet. Det innebär att OS för första gången innehöll både individuell tävling och lagtävling i alla discipliner, för både damer och herrar.
Tävlingarna skulle ursprungligen ha hållits mellan 25 juli och 2 augusti 2020 men de blev uppskjutna på grund av Covid-19-pandemin.

## Medaljsammanfattning
| Damer                            | Guld                                                                       | Silver                                                    | Brons                                                            |
| Florett Detaljer...              | Lee Kiefer USA                                                             | Inna Deriglazova ROC                                      | Larisa Korobejnikova ROC                                         |
| Lagtävling i florett Detaljer... | ROC                                                                        | Frankrike                                                 | Italien                                                          |
| Lagtävling i florett Detaljer... | Inna Deriglazova Larisa Korobejnikova Adelina Zagidullina Marta Martjanova | Anita Blaze Astrid Guyart Pauline Ranvier Ysaora Thibus   | Martina Batini Erica Cipressa Arianna Errigo Alice Volpi         |
| Sabel Detaljer...                | Sofija Pozdnjakova ROC                                                     | Sofja Velikaja ROC                                        | Manon Brunet Frankrike                                           |
| Lagtävling i sabel Detaljer...   | ROC                                                                        | Frankrike                                                 | Sydkorea                                                         |
| Lagtävling i sabel Detaljer...   | Olga Nikitina Sofija Pozdnjakova Sofja Velikaja                            | Sara Balzer Cécilia Berder Manon Brunet Charlotte Lembach | Kim Ji-yeon Yoon Ji-su Seo Ji-yeon Choi Soo-yeon                 |
| Värja Detaljer...                | Sun Yiwen Kina                                                             | Ana Maria Popescu Rumänien                                | Katrina Lehis Estland                                            |
| Lagtävling i värja Detaljer...   | Estland                                                                    | Sydkorea                                                  | Italien                                                          |
| Lagtävling i värja Detaljer...   | Julia Beljajeva Irina Embrich Erika Kirpu Katrina Lehis                    | Choi In-jeong Kang Young-mi Lee Hye-in Song Se-ra         | Rossella Fiamingo Federica Isola Mara Navarria Alberta Santuccio |

| Herrar                           | Guld                                                      | Silver                                                            | Brons                                                       |
| Florett Detaljer...              | Cheung Ka Long Hongkong                                   | Daniele Garozzo Italien                                           | Alexander Choupenitch Tjeckien                              |
| Lagtävling i florett Detaljer... | Frankrike                                                 | ROC                                                               | USA                                                         |
| Lagtävling i florett Detaljer... | Erwann Le Péchoux Enzo Lefort Julien Mertine Maxime Pauty | Timur Safin Kirill Borodatjev Anton Borodatjev Vladislav Mylnikov | Race Imboden Nick Itkin Alexander Massialas Gerek Meinhardt |
| Sabel Detaljer...                | Áron Szilágyi Ungern                                      | Luigi Samele Italien                                              | Kim Jung-hwan Sydkorea                                      |
| Lagtävling i sabel Detaljer...   | Sydkorea                                                  | Italien                                                           | Ungern                                                      |
| Lagtävling i sabel Detaljer...   | Oh Sang-uk Kim Jun-ho Kim Jung-hwan Gu Bon-gil            | Luca Curatoli Luigi Samele Enrico Berrè Aldo Montano              | Áron Szilágyi András Szatmári Tamás Decsi Csanád Gémesi     |
| Värja Detaljer...                | Romain Cannone Frankrike                                  | Gergely Siklósi Ungern                                            | Ihor Rejzlin Ukraina                                        |
| Lagtävling i värja Detaljer...   | Japan                                                     | ROC                                                               | Sydkorea                                                    |
| Lagtävling i värja Detaljer...   | Koki Kano Kazuyasu Minobe Masaru Yamada Satoru Uyama      | Sergej Bida Sergej Chodos Pavel Suchov Nikita Glazkov             | Park Sang-young Ma Se-geon Song Jae-ho Kweon Young-jun      |

Denna tabell: visa • redigera

## Medaljtabell
| Pl.    | Nation    | Guld | Silver | Brons | Totalt |
| ------ | --------- | ---- | ------ | ----- | ------ |
| 1      | ROC       | 3    | 4      | 1     | 8      |
| 2      | Frankrike | 2    | 2      | 1     | 5      |
| 3      | Sydkorea  | 1    | 1      | 3     | 5      |
| 4      | Ungern    | 1    | 1      | 1     | 3      |
| 5      | Estland   | 1    | 0      | 1     | 2      |
| 5      | USA       | 1    | 0      | 1     | 2      |
| 7      | Hongkong  | 1    | 0      | 0     | 1      |
| 7      | Japan     | 1    | 0      | 0     | 1      |
| 7      | Kina      | 1    | 0      | 0     | 1      |
| 10     | Italien   | 0    | 3      | 2     | 5      |
| 11     | Rumänien  | 0    | 1      | 0     | 1      |
| 12     | Tjeckien  | 0    | 0      | 1     | 1      |
| 12     | Ukraina   | 0    | 0      | 1     | 1      |
| Totalt | Totalt    | 12   | 12     | 12    | 36     |

### Fotnoter
1. ↑  (16 juni 2021). Fencing Competition Schedule. Arkiverad 3 juli 2021 hämtat från the Wayback Machine. olympics.com. Läst 24 juni 2021.
2. ↑  Fencing. tokyo2020.org. Läst 9 oktober 2019.
3. ↑  (Program från 31 juli 2019). Olympic Competition Schedule. tokyo2020.org. Läst 7 oktober 2019.
4. ↑  (30 mars 2020). IOC, IPC, Tokyo 2020 Organising Committee and Tokyo Metropolitan Government announce new dates for the Olympic and Paralympic Games Tokyo 2020. IOK. Läst 24 juni 2021.
5. ↑  (25 juli 2021). Fencing – Women's Foil Individual – Medallists. olympics.com. Läst 25 juli 2021.
6. ↑  (29 juli 2021). Fencing – Women's Foil Team – Medallists. olympics.com. Läst 25 juli 2021.
7. ↑  (26 juli 2021). Fencing – Women's Sabre Individual – Medallists. olympics.com. Läst 26 juli 2021.
8. ↑  (31 juli 2021). Fencing – Women's Sabre Team – Medallists. olympics.com. Läst 31 juli 2021.
9. ↑  (24 juli 2021). Fencing – Women's Épée Individual – Medallists. olympics.com. Läst 24 juli 2021.
10. ↑  (27 juli 2021). Fencing – Women's Épée Team – Medallists. olympics.com. Läst 27 juli 2021.
11. ↑  (26 juli 2021). Fencing – Men's Foil Individual – Medallists. olympics.com. Läst 26 juli 2021.
12. ↑  (1 augusti 2021). Fencing – Men's Foil Team – Medallists. olympics.com. Läst 1 augusti 2021.
13. ↑  (24 juli 2021). Fencing – Men's Sabre Individual – Medallists. olympics.com. Läst 24 juli 2021.
14. ↑  (28 juli 2021). Fencing – Men's Sabre Team – Medallists. olympics.com. Läst 28 juli 2021.
15. ↑  (25 juli 2021). Fencing – Men's Épée Individual – Medallists. olympics.com. Läst 25 juli 2021.
16. ↑  (30 juli 2021). Fencing – Men's Épée Team – Medallists. olympics.com. Läst 30 juli 2021.